# Luckau (Alsó-Szászország)
Luckau település Németországban, azon belül Alsó-Szászország tartományban. Lakosainak száma 594 fő (2023. december 31.).

## Népesség
A település népességének változása:
| Lakosok száma | 614  | 553  | 542  | 548  | 569  | 594  |
|               | 2016 | 2017 | 2019 | 2021 | 2022 | 2023 |